# 乌拉斯台河 (塔城)
乌拉斯台河，位于中华人民共和国新疆维吾尔自治区塔城市境内的一条河流，属于额敏河支流。河名「乌拉斯台」为蒙古语音譯，意为“有杨树的”。乌拉斯台河由两条发源于塔尔巴哈台山脉海拔2336米的哈巴尔苏山口附近、名称均为马依勒沙特的支流汇集而成，汇合后基本由北向南流，下行约20千米经乌拉斯台水库流出山口，在新疆生产建设兵团第九师一六二团六连下游5千米处与喀浪古尔河西支汇合后称“叶尔盖提河”。叶尔盖提河向南流33千米后，在一六二团三连汇入额敏河。山口以上河长37千米，集水面积189平方千米，年均径流量约0.45亿立方米。